# Ossama Chtiba
Ossama Chtiba (Tripoli, 27 settembre 1988) è un calciatore libico, difensore dell'Al-Ahly Tripoli.

## Carriera

### Club
Ha giocato nel campionato libico e libanese.

### Nazionale
Ha esordito con la Nazionale libica nel 2010.

## Palmarès

### Club

#### Competizioni nazionali
- Coppa Principe Faysal Bin Fahd: 1

Al-Nassr: 2008